# Reflexión interna total

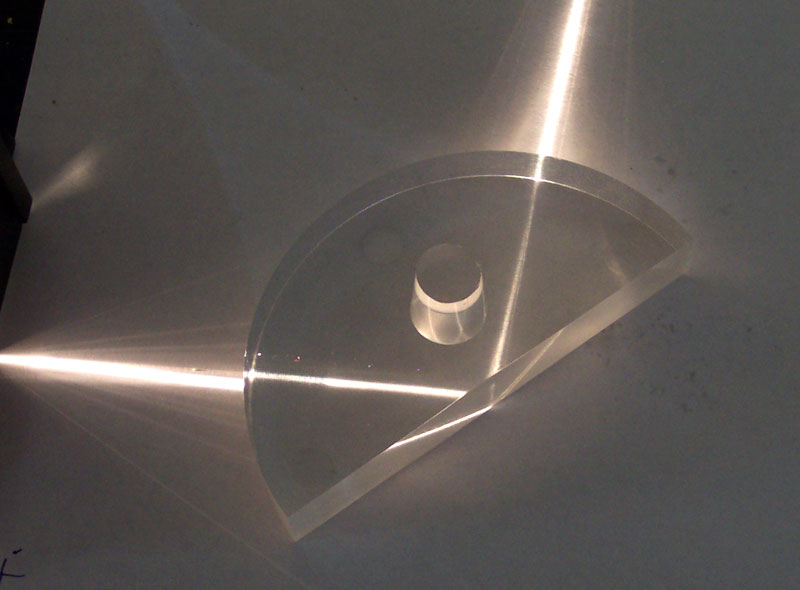
Imagen ilustrando la reflexión interna total en un vidrio semicilíndrico de laboratorio.

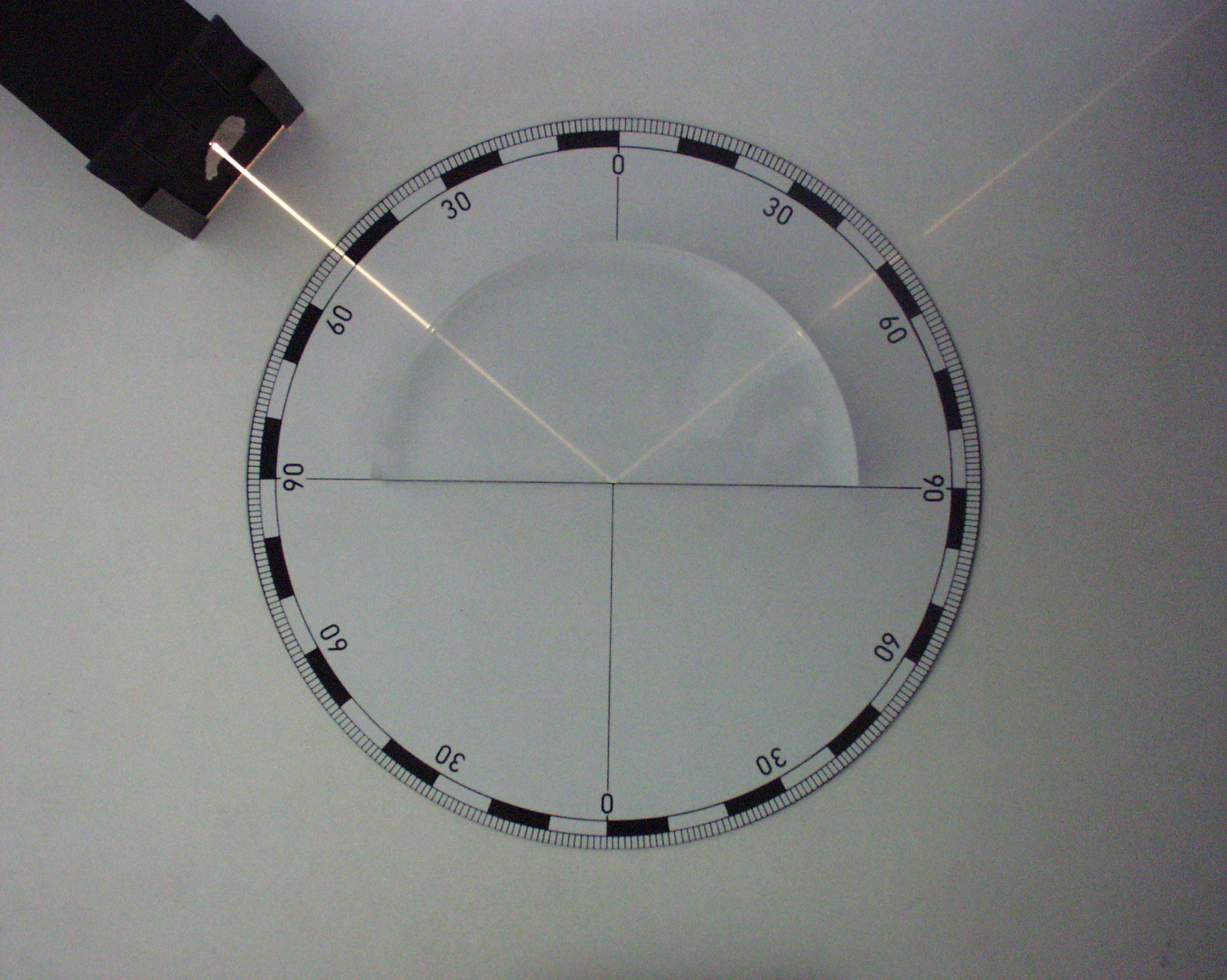
Ejemplo de reflexión interna total

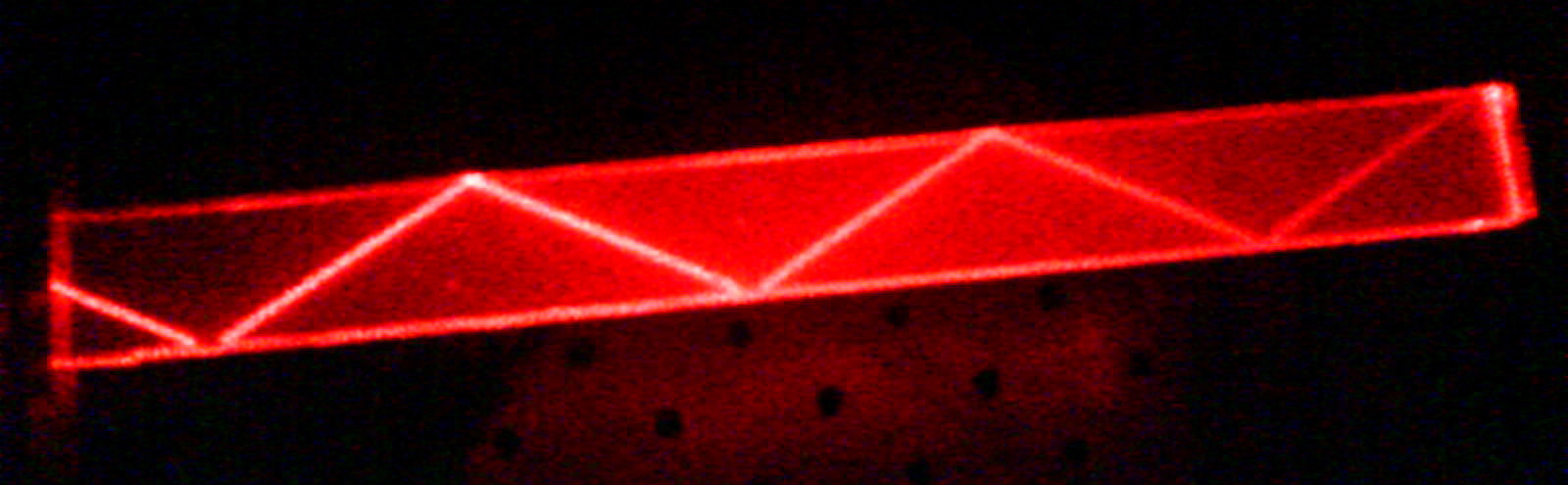
Reflexión interna total en un bloque de metacrilato

En óptica la reflexión interna total es el fenómeno que se produce cuando un rayo de luz atraviesa un medio de índice de refracción n2 menor que el índice de refracción n1 en dónde este se encuentra, por lo cual se refracta de tal modo que no es capaz de atravesar la superficie entre ambos medios, reflejándose completamente.
Este fenómeno sólo se produce para ángulos de incidencia superiores a un cierto valor límite o crítico (θl o θc). Para ángulos mayores la luz deja de atravesar la superficie y es reflejada internamente de manera total. La reflexión interna total solamente ocurre en rayos que viajan de un medio de alto índice refractivo hacia medios de menor índice de refracción.
La reflexión interna total se utiliza en fibra óptica para conducir la luz a través de la fibra sin pérdidas de energía. En una fibra óptica el material interno tiene un índice de refracción más grande que el material que lo rodea. El ángulo de la incidencia de la luz es límite o crítico para la base y su revestimiento y se produce una reflexión interna total que preserva la energía transportada por la fibra. 

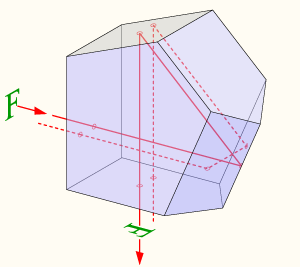
Ilustración de reflexión interna total en un pentaprisma.

En aparatos de óptica se prefiere utilizar la reflexión total en lugar de espejos metalizados.
Como ejemplo de utilización de la reflexión total en aparatos corrientes se encuentra el pentaprisma de las cámaras fotográficas réflex y los prismas de Porro o Schmidt-Pechan de los prismáticos. 
La reflexión interna total es responsable de los destellos de luz que se observan en un diamante tallado.

## Ángulo crítico o límite

Diferencia entre refracción y reflexión.

El «ángulo crítico» o «ángulo límite» también es el ángulo mínimo de incidencia en el cual se produce la reflexión interna total. El ángulo de incidencia se mide respecto a la normal de la separación de los medios. El ángulo límite o crítico viene dado por: 
{\displaystyle \theta _{l}=\theta _{c}=\arcsin \left({\frac {n_{2}}{n_{1}}}\right)},
donde {\displaystyle n_{1}} y {\displaystyle n_{2}} son los índices de refracción de los medios con {\displaystyle n_{2}<n_{1}}. Esta ecuación es una simple aplicación de la ley de Snell donde el ángulo de refracción es 90°